# Leonard Plukenet
Leonard Plukenet ( enero de 1642 - 6 de julio de 1706 ), fue un botánico inglés, Real Profesor de Botánica y jardinero de reina María II. Plukenet publicó Phytographia (Londres, 1691–1692) en cuatro partes en donde describe e ilustra plantas raras exóticas. Es una copiosa obra ilustrada de más de 2700 figuras y sigue frecuentemente citada en libros y artículos desde el siglo XVII al presente. Colaboró con John Ray en su segundo volumen de Historia Plantarum (Londres, 1686–1704).
Paul Dietrich Giseke (1741–1796) comparó la obra de Plukenet sobre especies con aquellas del genial Linneo en Index Linnaeanus (Hamburgo, 1779).
Pluk. mant., hace referencia al tercer volumen (Londres, 1700) de la primera edición de Historia Plantarum, habiéndose publicado entre 1691 a 1705.

## Honores

### Epónimos
Charles Plumier lo honra en el género Plukenetia Plum. ex L. 1953 en la familia Euphorbiaceae
Por otra parte, unas cuarenta especies de plantas llevan su nombre:
- Agalinis plukenetii (Scrophulariaceae)
- Brachypodium plukenetii (Poaceae)
- Bromus plukenetii (Gramineae)
- Clusia plukenetii (Clusiaceae)
- Croton plukenetii Geiseler (Euphorbiaceae)
- Cyperus plukenetii (Cyperaceae)
- Erica plukenetii (Ericaceae
- Ericodes plukenetii Kuntze (Arecaceae)
- Leucas plukenetii (Lamiaceae)
- Manicaria plukenetii (Arecaceae)
- Miconia plukenetii (Melastomataceae)
- Notholaena plukenetii Fée (Adiantaceae)
- Phlomis plukenetii (Lamiaceae)

## Obra
- Phytographia, sive stirpium illustriorum & minus cognitarum icones. 1691–1692
- Almagestum botanicum sive Phytographiae Pluc'netianae Onomasticon Methodo Syntheticâ digestum. 1696
- Almagesti botanici mantissa. 1700
- Amaltheum botanicum. 1705
- Opera Omnia Botanica. 1691–1705. 6 volúmenes

- La abreviatura «Pluk.» se emplea para indicar a Leonard Plukenet como autoridad en la descripción y clasificación científica de los vegetales.[4]